# Cham (Volk)

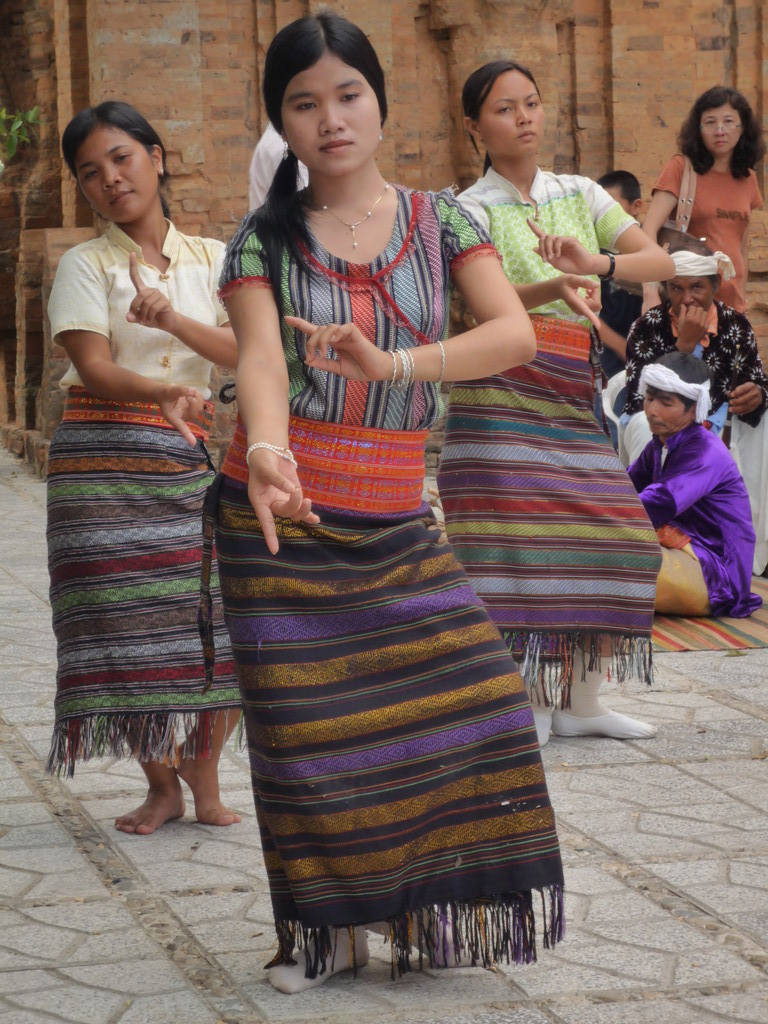
Tanzende Cham in Südvietnam

Die Cham (auch Tscham, chinesisch 占城, Pinyin zhānchéng, sinovietnamesisch: Chiêm Thành) sind ein hauptsächlich sunnitisch-muslimisches Reisbauernvolk in Kambodscha und Vietnam sowie in Thailand und Laos. Sie sind die Nachfahren der Bevölkerung des ehemals bedeutenden Königreiches Champa. In Kambodscha werden die Cham auch Khmer Islam genannt, obwohl sie ethnisch keine Khmer sind.
Heute leben je nach Quelle noch etwa 100.000 bis 150.000 Cham in Vietnam, die in der Rangfolge der 53 Minderheiten Vietnams den etwa 14. Platz einnehmen (auch zzgl. der über 500.000 Berg-Cham beträgt ihr Anteil an der Gesamtbevölkerung Vietnams kaum 1 %). Nach Angaben von Cham-Nationalisten soll es in ganz Südostasien mehr als 1 Million Cham geben. In Kambodscha bilden zwischen 500.000 und 700.000 Cham nach den Vietnamesen die zweitgrößte Minderheit des Landes. Sie unterscheiden sich von den Vietnamesen durch dunklere Haut, lockige Haare und andere Kleidung. So tragen die Frauen etwa dunkle Saris und binden Kopftücher über ihre Kegelhüte.

## Sprache
Cham (und Berg-Cham) pflegen eine eigene Sprache aus der Aceh-Cham-Untergruppe (Cham-Achin) der westaustronesischen Gruppe (Malaio-Polynesischen Gruppe) der austronesischen Sprachfamilie. Die Sprache hat ihre eigenen Schriftzeichen.

## Gliederung und Verbreitung
Die Cham gliedern sich in zwei Gruppen – eine östliche und eine westliche.
- Die östlichen Cham leben in den vietnamesischen Provinzen Ninh Thuận (Phan Rang-Tháp Chàm) und Bình Thuận (Phan Thiết), teilweise auch in den Provinzen Bình Định, Khánh Hòa (Nha Trang) und Đồng Nai. Ihre größte Konzentration in Vietnam erreichen sie mit über 3 % in Phan Rang-Thap Cham, welches in der Cham-Sprache Panduranga heißt und bis ins 19. Jahrhundert hinein Zentrum eines letzten teilautonomen Champa-Fürstentums war.
- Die westlichen Cham leben vor allem in der ostkambodschanischen Provinz Kampong Cham und entlang des Mekong bis nach Chhloung (Provinz Kratie) bzw. bis zur Hauptstadt Phnom Penh, in den Provinzen Kandal (Oudong) und Kampong Chhnang sowie in den beiden angrenzenden vietnamesischen Provinzen An Giang (Châu Đốc) und Tay Ninh. Sozioökonomische Veränderung haben zahlreiche Cham (östliche, westliche und Berg-Cham) auch nach Ho-Chi-Minh-Stadt verschlagen.

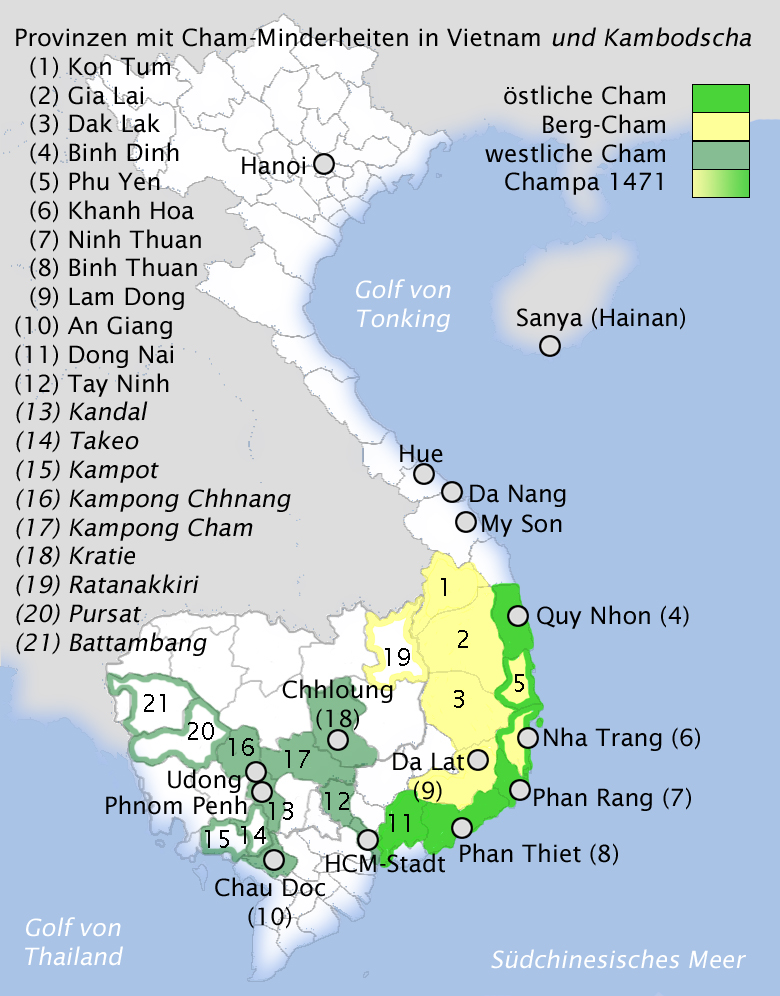
Regionen & Provinzen Vietnams und Kambodschas: Cham leben im Südosten Vietnams, Berg-Cham im Hochland

Bezogen auf ganz Vietnam machen bis zu 800.000 Cham (einschließlich Berg-Cham) kaum 1 % der über 80 Millionen Einwohner aus, auch bezogen nur auf Südvietnam kaum 2 % von etwa 40 Millionen. Innerhalb der Grenzen des ehemaligen Königreichs Champa (bis 1471 etwa die heutigen Provinzen Kon Tum, Gia Lai, Dak Lak, Lam Dong, Quang Nam, Quang Ngai, Binh Dinh, Phu Yen, Khanh Hoa, Ninh Thuan und Binh Thuan zusammen) erreichen östliche Cham zusammen mit den Berg-Cham fast 5 % (etwa 600.000 von etwa 12 Mio. Einwohnern in diesen elf Provinzen), was etwa auch dem Bevölkerungsanteil der Muslime in Burma, Thailand, Kambodscha, China (nichtoffizielle Schätzung), der Mongolei und den Philippinen entspricht.
Die Cham in Kambodscha sind hauptsächlich Nachkommen aus dem untergegangenen Königreich Champa geflüchteter Cham, als dieses von den Vietnamesen erobert wurde. Ihr Anteil an der Gesamtbevölkerung wird zwischen 2,5 und 5 % angegeben. Während des kambodschanischen Bürgerkrieges und der anschließenden Pol-Pot-Diktatur flohen Tausende kambodschanischer Cham nach Thailand und Laos. Zuvor hatte es kleine, aber bedeutende Cham-Gemeinden auch in den kambodschanischen Provinzen Kampot, Pursat und Battambang gegeben.
In Thailand leben heute etwa 8.000 Cham nicht nur im Grenzgebiet und der Hauptstadt Bangkok, sondern vor allem in der Provinz Songkhla und den angrenzenden vier muslimischen Südprovinzen (Pattani, Narathiwat, Yala, Satun) zwischen anderen malaiischen Völkern. In Laos machen die Cham den Großteil der bis zu 60.000 laotischen Muslime aus und leben hauptsächlich im Gebiet der Hauptstadt Vientiane.
Als Flüchtlinge waren schon vor Jahrhunderten Hunderte vietnamesische Cham auf die chinesische Insel Hainan (Sanya) gekommen und werden dort als Utsul (bzw. Hutsul oder Utsat) bezeichnet, von chinesischen Behörden aber den muslimischen Hui-Chinesen zugerechnet. Einige weitere Tausend Cham-Bootsflüchtlinge fanden seit den 1970ern in Malaysia Zuflucht, wo sie als Malaien gelten. Die meisten der zwischen 10.000 und 20.000 Cham in Malaysia leben im Bundesstaat Kelantan, einige auch in Terengganu, Kedah und Perlis.
Zwischen den östlichen (vietnamesischen) und den westlichen (kambodschanischen) Cham befindet sich der Lebensraum der Berg-Cham, die von den anderen beiden gemeinhin nur als Cham bezeichneten Gruppen unterschieden werden.

## Berg-Cham

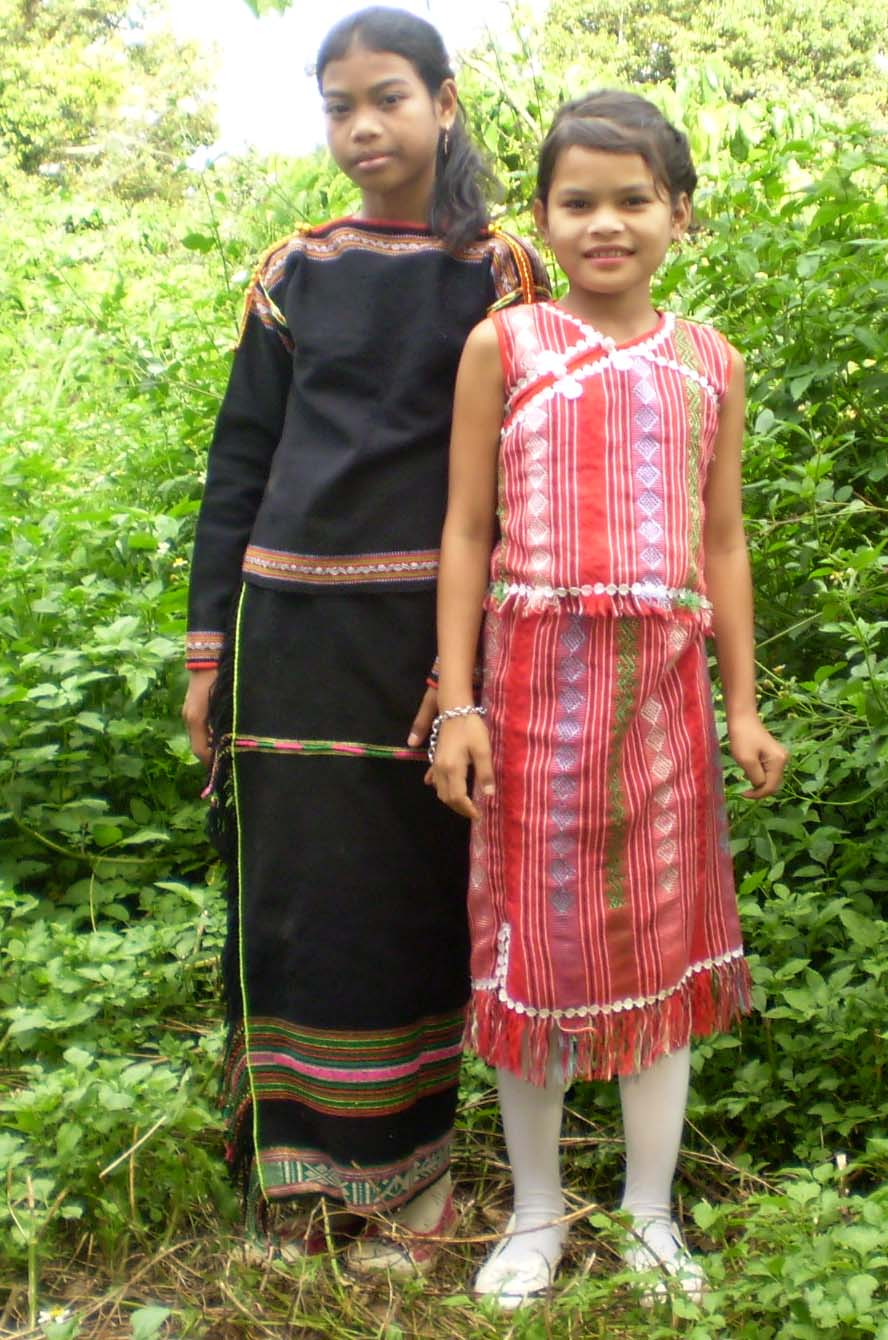
Junge Angehörige der E-de (Berg-Cham)

Als Berg-Cham oder Hochland-Cham werden die übrigen, den Cham aufs Engste verwandten und benachbarten Bergvölker (Montagnards) des vietnamesischen Hochlandes bezeichnet, vor allem die Gia-rai (bis zu 240.000), die Ê-đê (auch Rhade, bis zu 195.000), die Ra-glai (bis zu 70.000) und die Chu-ru (13.000) – je nach Quelle zwischen 500.000 und 600.000 weitere Angehörige der westaustronesischen (malayo-polynesischen) Sprachgruppe. Sie alle waren einst Untertanen des Champa-Reiches, im Gegensatz zu den eigentlichen Cham zum Teil aber nur oberflächlich islamisiert worden.
Die Berg-Cham bevölkern vor allem die vietnamesischen Provinzen Gia Lai und Đắk Lắk sowie deren Grenzgebiet zu den Provinzen Lâm Đồng (Đà Lạt), Khánh Hòa, Phú Yên und Kon-Tum – wobei die Gia-rai zumeist in der Provinz Gia Lai leben und die E-de zumeist in der Provinz Dak Lak. Ra-glai und Chu-ru leben vor allem in der Provinz Ninh Thuan.
Einige zehntausend E-de und Gia-rai leben auch im Osten der ostkambodschanischen Provinz Ratanakiri.

## Geschichte (Neuzeit)
Ähnlich wie die europäische Geschichtsschreibung über die Karthager vor allem auf Quellen ihrer griechischen und römischen Feinde beruht, so wurde und wird in vietnamesischen Chroniken über die Geschichte Champas zumeist aus der Sicht des Siegers berichtet, seine historische Rolle zugunsten Dai-Viets geschmälert. Vom Ende des 17. Jahrhunderts an gab es fast keinerlei Erwähnungen in vietnamesischen Quellen mehr, auch die Panduranga-Chroniken endeten zu Beginn des 19. Jahrhunderts. Die mehrmaligen, meist mit Massakern der Vietnamesen an den Cham verbundenen Fluchtwellen und Vertreibungen (1471, 1697, 1720, 1832, 1976) finden sich fast nur in kambodschanischen, thailändischen oder muslimischen Überlieferungen.

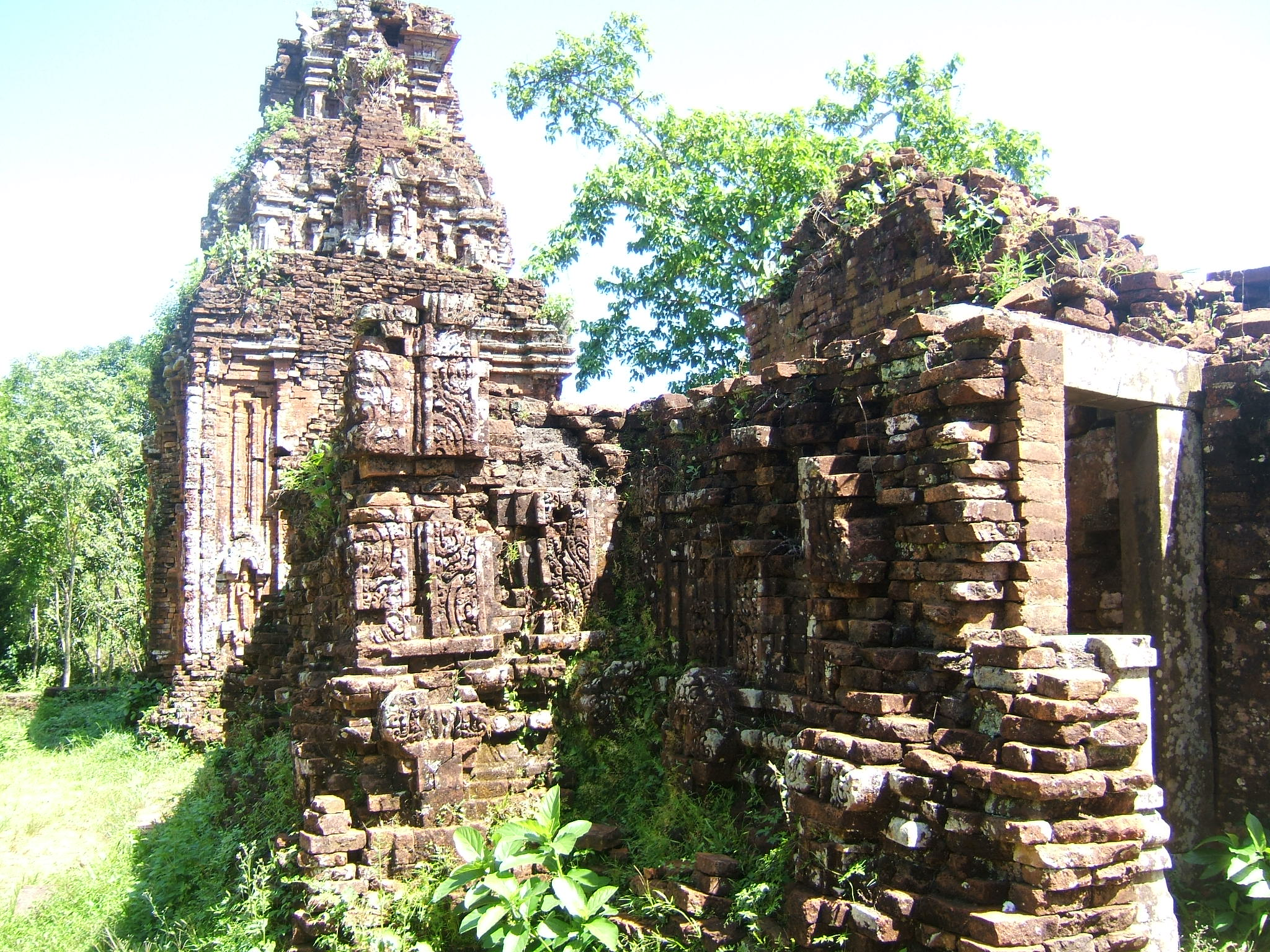
Die Cham errichteten bedeutende Tempel wie bei My Son, die UNESCO-Weltkulturerbe sind
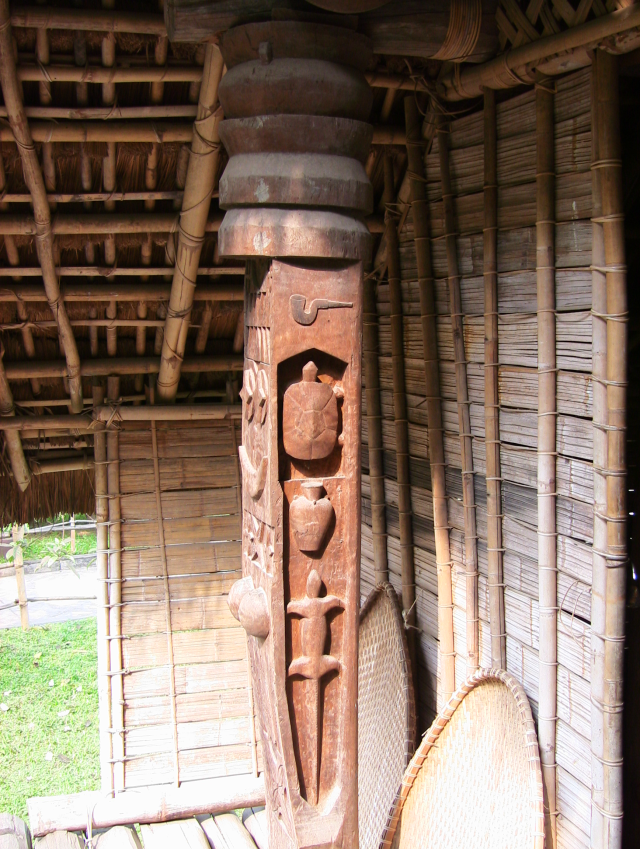
Inneres eines E-de-Langhauses
Flagge der von den USA im Vietnamkrieg gestützten Front pour la Liberation de Cham

Erste islamische Gemeinschaften lassen sich unter den Bewohnern des Königreichs der Champa seit dem 11. Jahrhundert nachweisen. Marco Polo traf 1287 bereits ebenso Muslime an wie Zheng He 1409–1435. Die Zahl der Übertritte stieg seit der Niederlage gegen die Vietnamesen (1471) stark an, doch nahmen die Champa-Herrscher erst ab 1607 endgültig den Islam an. Nach 1471 war das Königreich in fünf Teilfürstentümer zerbrochen, die nacheinander allesamt von Vietnam annektiert wurden bzw. die vietnamesische Oberhoheit anerkennen mussten. Der bedeutendste und letzte dieser Reststaaten war das Fürstentum Panduranga, das 1697 ebenfalls unter vietnamesische Oberhoheit fiel.
Der letzte muslimische Champa-Herrscher war den Vietnamesen 1692/95 unterlegen, woraufhin große Teile des Volkes nach Kambodscha oder in das damals unter kambodschanischer Herrschaft stehende Mekong-Delta flohen. Der ebenfalls geflohene Champa-Hofstaat ließ sich in der  kambodschanischen Residenz Oudong (bei Phnom Penh) nieder. Eine teilautonome Selbstverwaltung wurde den in Vietnam verblieben Cham 1712 nochmals vertraglich bestätigt, doch nach einer erfolglosen Einmischung in die Kämpfe zwischen den vietnamesischen Herrscherfamilien der Tay Son, Trinh und Nguyen wurden die Cham-Fürsten 1786 zu bloßen Präfekten degradiert. Mit dem Sieg der Nguyễn-Dynastie erhielten sie zwar 1802 ihre Titel nochmals zurück, doch selbst diese beschränkte Autonomie Pandurangas wurde 1822 (nach anderen Angaben 1832) endgültig beseitigt. In Kambodscha erhoben sich die Cham um 1860 zum Aufstand, töteten König Ang Duong im Kampf und vertrieben dessen Nachfolger Norodom I. aus der Hauptstadt Oudong, ehe der Aufstand mit französischer Hilfe niedergeschlagen werden konnte.
Seit 1862 bzw. 1885/87 teilten Vietnamesen, Kambodschaner und Cham gemeinsam das Schicksal der französischen Kolonialherrschaft, doch unterstützten die Cham die Kolonialmacht und spielten der französischen Teile-und-Herrsche-Politik in die Hände. Während des Ersten Indochina-Krieges schufen die Franzosen eine autonome Region für die Berg-Cham rund um Đà Lạt (Provinz Lâm Đồng), im Zweiten Indochina-Krieg unterstützten die USA die Bildung einer sezessionistischen Front pour la Libération de Cham (FLC). Diese schloss sich in den 1960ern mit den Berg-Cham zur Front de Libération des Hauts plateaux und mit den Milizen anderer Bergvölker zur Force unifiée pour la libération des races opprimées (FULRO) zusammen, die letztlich alle erfolglos gegen Vietcong und Nordvietnamesen kämpften. Als Folge der Niederlage waren die Cham sowohl in Vietnam als auch in Kambodscha zunächst Vertreibung und Verfolgung durch die kommunistischen Vietnamesen und Roten Khmer ausgesetzt. Statt als autochthone Minderheiten wurden sie als spätere malaiische Immigranten angesehen. Bis 1979 kamen Tausende Cham ums Leben oder flohen nach Thailand, Malaysia, Laos und China, aber auch in die USA (3.000), nach Europa (Frankreich: 1.000) und Australien. Der australische Time-Reporter Andrew Perrin schätzte die Zahl allein der von den Roten Khmer ermordeten Cham auf bis zu 500.000.
2011 wurden Ex-Staatschef Khieu Samphan, Chef-Ideologe Nuon Chea, Ex-Außenminister Ieng Sary sowie die ehemalige Sozialministerin Ieng Thirith vor dem UN-Sondertribunal in der Hauptstadt Kambodschas unter anderem wegen des Völkermordes an den Cham angeklagt.
In Schweden wurde 2006/07 ein World Council of Champa gegründet, der den Anspruch erhebt, Repräsentant aller weltweiten Cham-Gemeinden zu sein.

## Religion
Mit dem Untergang des alten Champa, das hinduistisch geprägt war, wandte sich mit der Zeit der Großteil der Cham zum sunnitischen Islam. Mindestens 80 % der vietnamesischen und bis zu 90 % der kambodschanischen Cham sind heute Muslime, der Rest (Cham-Ba La Mon) ist nach wie vor hinduistisch oder atheistisch. Ein bedeutender Teil der Berg-Cham (vor allem unter den E-de) folgt christlichen Kirchen.

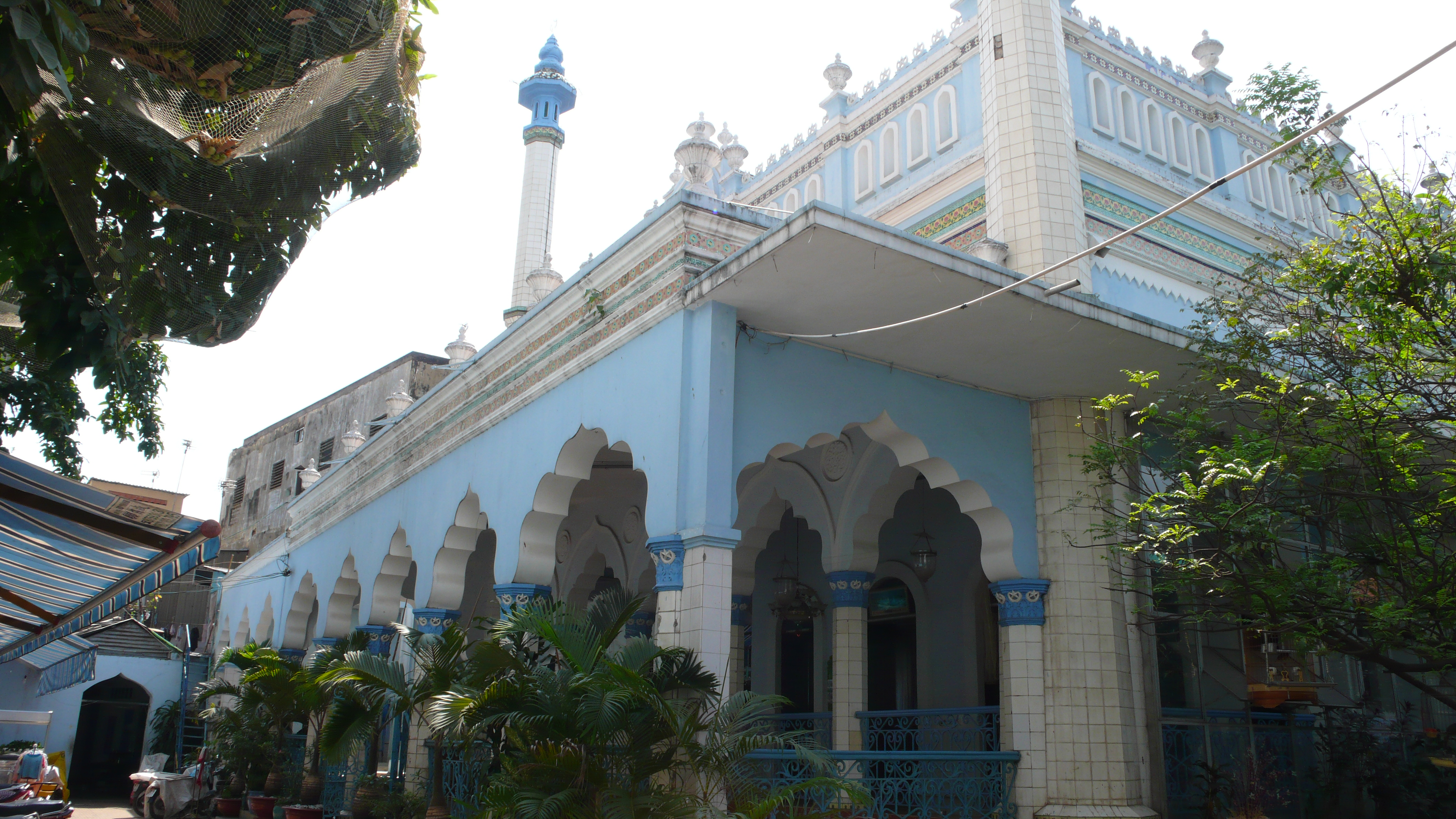
Moschee in Ho-Chi-Minh-Stadt (Vietnam)
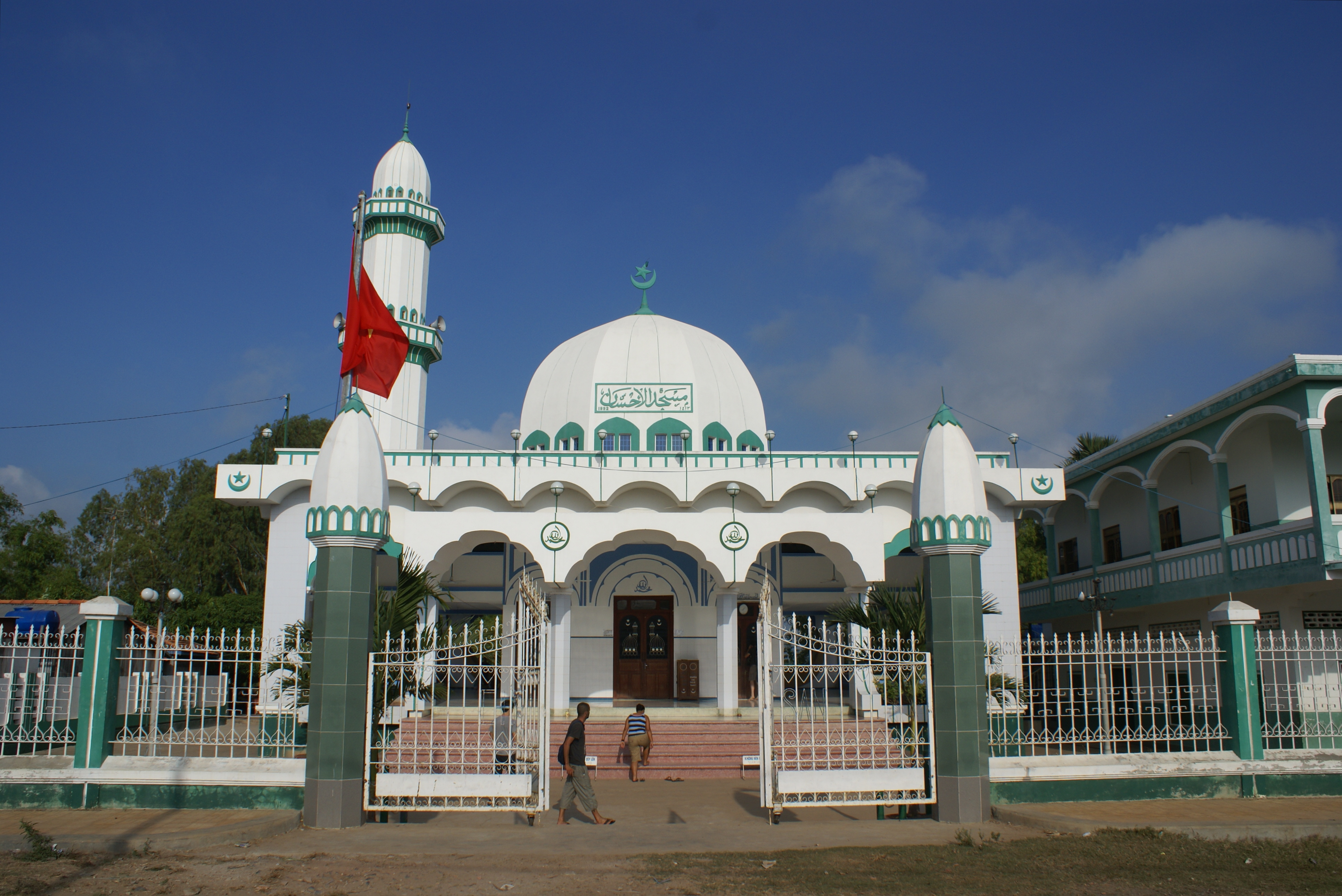
Moschee bei Châu Đốc (Vietnam)
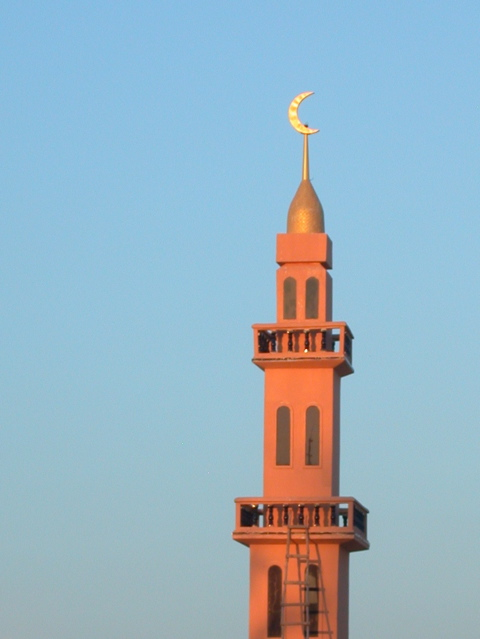
Moschee in Phnom Penh (Kambodscha)

Die Angaben zur zahlenmäßigen Stärke der Religionen in Vietnam sind jedoch widersprüchlich. Während einige Quellen für ganz Vietnam fast 81 % Gläubige (davon 67–75 % Buddhisten) angeben (gegenüber 19 % Atheisten, Konfessionslosen und Sonstigen), so macht umgekehrt der Anteil der Konfessionslosen bei anderen Quellen fast 81 % aus (gegenüber 9–12 % Buddhisten und 0,1 % Muslimen). Aus vermeintlich nur 0,1 % Muslimen bei knapp 1 % Cham/Berg-Cham sowie bis zu 90 % Muslimen unter den Cham ergeben sich je nach Quelle auch unter den Berg-Cham erhebliche Schwankungen bezüglich des tatsächlichen Anteils von Atheisten und Muslimen (zwischen 10 und 90 %).

### Khmer Islam

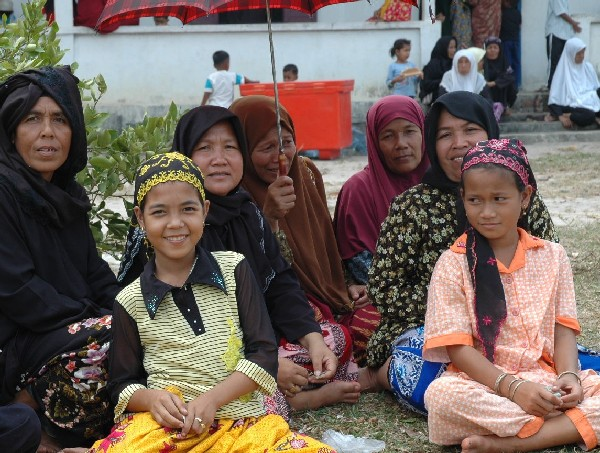
Muslimische Cham in Kambodscha

In Kambodscha werden seit den 1960ern alle Muslime als Khmer Islam bezeichnet, um ihre Stellung als kambodschanische Staatsbürger gegenüber den als Immigranten eingestuften Vietnamesen oder Chinesen herauszuheben. Gelegentlich wird die sehr kleine Cham-Untergruppe der Jahed als eigene Ethnie der Khmer Islam angesehen. Neben den Cham wird auch die sehr kleine Minderheit der Chvea (Jvea) zu den Khmer Islam gezählt.

### Bani Islam
Die meisten kambodschanischen Muslime folgen einer malaiisch dominierten schafitischen Richtung, eine Minderheit einer saudi-arabisch dominierten salafitischen Richtung. Ihre Imame halten enge Beziehungen zu Religionsschulen in Kelantan (Malaysia). Daneben existiert auch eine schiitische Minderheit.
Vor allem in Vietnam ist eine eigenständige, Cham-spezifische Form des Bani Islam bedeutend, die mit hinduistischen und buddhistischen Elementen versetzt ist.

## Kultur
Ein traditioneller Tanz, den Cham in Vietnam bei Jahresfesten aufführen, ist der Schmetterlings- oder Fächertanz patit. Acht bis zehn unverheiratete Mädchen in langen weißen Kleidern halten Fächer in jeder Hand, die sie gleichzeitig öffnen und schließen und so ein Schrapgeräusch erzeugen. Wesentlich sind die Handgesten; mit den Beinen bewegen sie sich nur wenig im Kreis oder gehen in die Knie. Bei Prozessionen tanzen sie im Gehen. Das Begleitorchester, das auch bei allen anderen Zeremonien tätig wird, besteht aus dem einzigen Melodieinstrument, der Trichteroboe sarinai (gehört zur Familie der surnais), zwei immer paarweise gespielten zweifelligen Röhrentrommeln (ganang), einer großen Rahmentrommel (barinung) und manchmal einem kleinen Flachgong (cheng) und einer zweisaitigen Spießgeige mit einem Korpus aus einem Schildkrötenpanzer (ka nhi).
Da der Musik und dem Tanz eine zentrale Rolle zukommt, lernen Kinder schon früh das musizieren mit verschiedenen Instrumenten und das Tanzen. Weiter ist Schach eine beliebte Freizeitbeschäftigung.